# Spole
Spole (kaszb. Spòlé, niem. Henriettenthal) – osada w Polsce położona w województwie pomorskim, w powiecie słupskim, w gminie Dębnica Kaszubska, na obszarze Parku Krajobrazowego Dolina Słupi w sąsiedztwie leśniczówki "Niemczewo". Miejscowość wchodzi w skład sołectwa Motarzyno.
W latach 1975–1998 miejscowość administracyjnie należała do województwa słupskiego.

## Nazwa
Nazwa miejscowości jest tzw. chrztem nazewniczym i powstała przez substantywizację wyrażenia przyimkowego z pola. Pierwotna niemiecka nazwa Henriettenthal, odnotowana po raz pierwszy w 1780, ma charakter pamiątkowy i jest zestawieniem dwóch członów – nazwy osobowej Henriette i nazwy pospolitej Tal „dolina”.
Rada Języka Kaszubskiego proponuje opartą na polskiej kaszubską formę nazwy Spòlé.